# Kriegerdenkmal Susigke

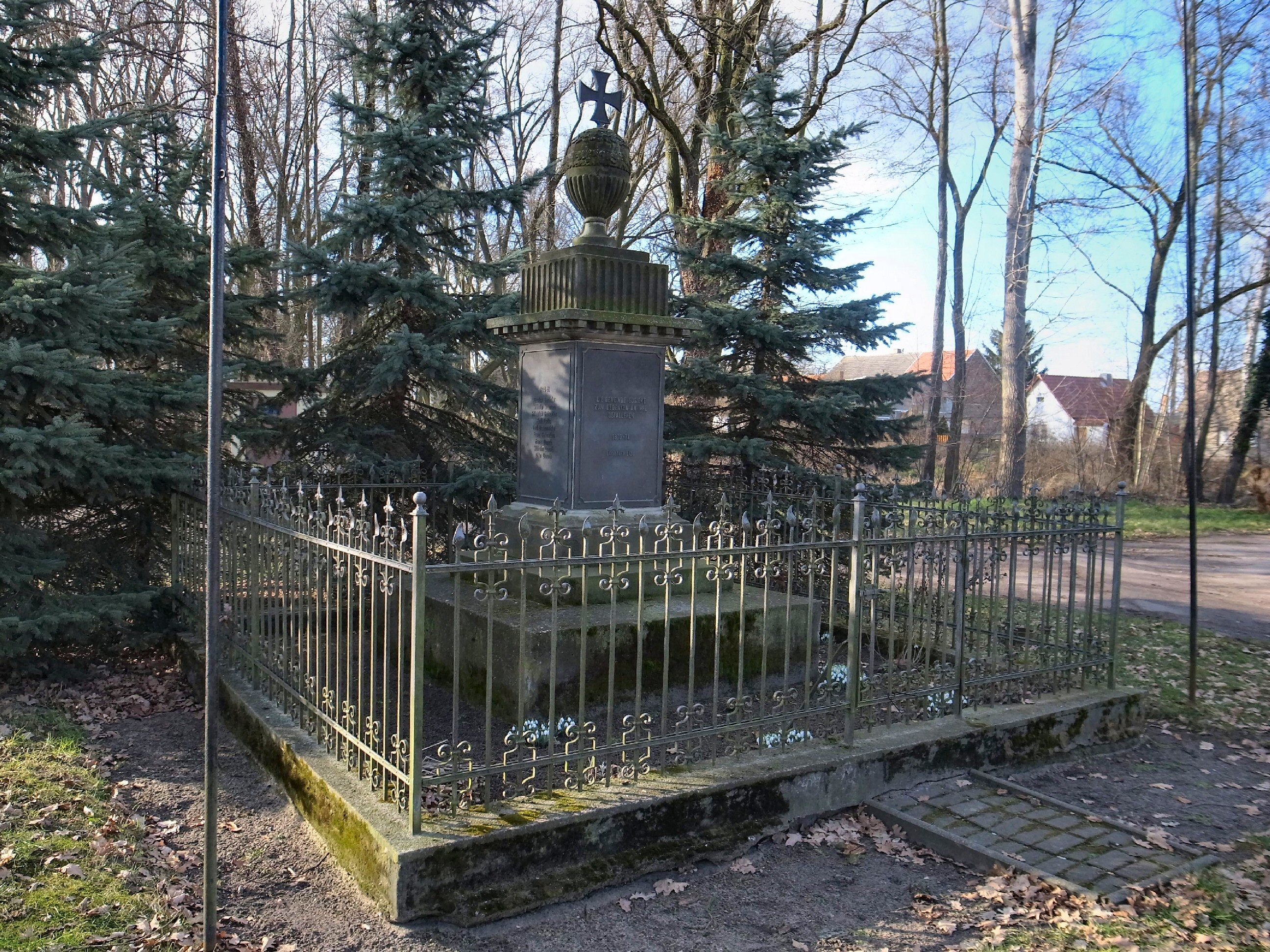
Das Kriegerdenkmal im Februar 2015

Das Kriegerdenkmal Susigke ist ein denkmalgeschütztes Kriegerdenkmal im Ortsteil Susigke der Stadt Aken in Sachsen-Anhalt, welches an der Friedenseiche nahe der ehemaligen Vereinsgaststätte „Friedenseiche“ in der Lindenstraße zu finden ist. Im örtlichen Denkmalverzeichnis ist die Gedenkstätte unter der Erfassungsnummer 094 70755 als Baudenkmal aufgeführt. 

## Gestaltung
Das freistehende Denkmal wurde 1921 zunächst für die Gefallenen der Befreiungskriege von 1813 bis 1815, des Deutsch-Französischen Kriegs von 1870 bis 1871 sowie des Ersten Weltkriegs errichtet und später um die Gefallenen des Zweiten Weltkriegs ergänzt. Das Kriegerdenkmal besteht aus einer auf einem dreiteiligen Sockel angebrachten Stele mit rundum angebrachten Gedenktafeln. Auf der Stele befindet sich eine Schmuckurne oder Zier-Deckelvase mit einem aufgesetzten Eisernen Kreuz. Auf der Vorderseite des Kriegerdenkmals befindet sich auf der Gedenktafel die Inschrift Die Gemeinde Susigke Zum Gedenken an ihre Gefallenen und die Jahreszahl 1870-71. An den vier angebrachten Gedenktafeln sind die Namen der jeweiligen Gefallenen der Gemeinde Susigke der vier Kriege verzeichnet.